# Billy Elliot
Billy Elliot er et britisk filmdrama fra 2000 skrevet af  Lee Hall (en) og instrueret af Stephen Daldry. I den medvirker Jamie Bell som den 11-årige Billy, Gary Lewis som hans far, Jamie Draven som Billys storebror og Julie Walters som hans balletlærer. 